# Brahms-Denkmal (Wien)

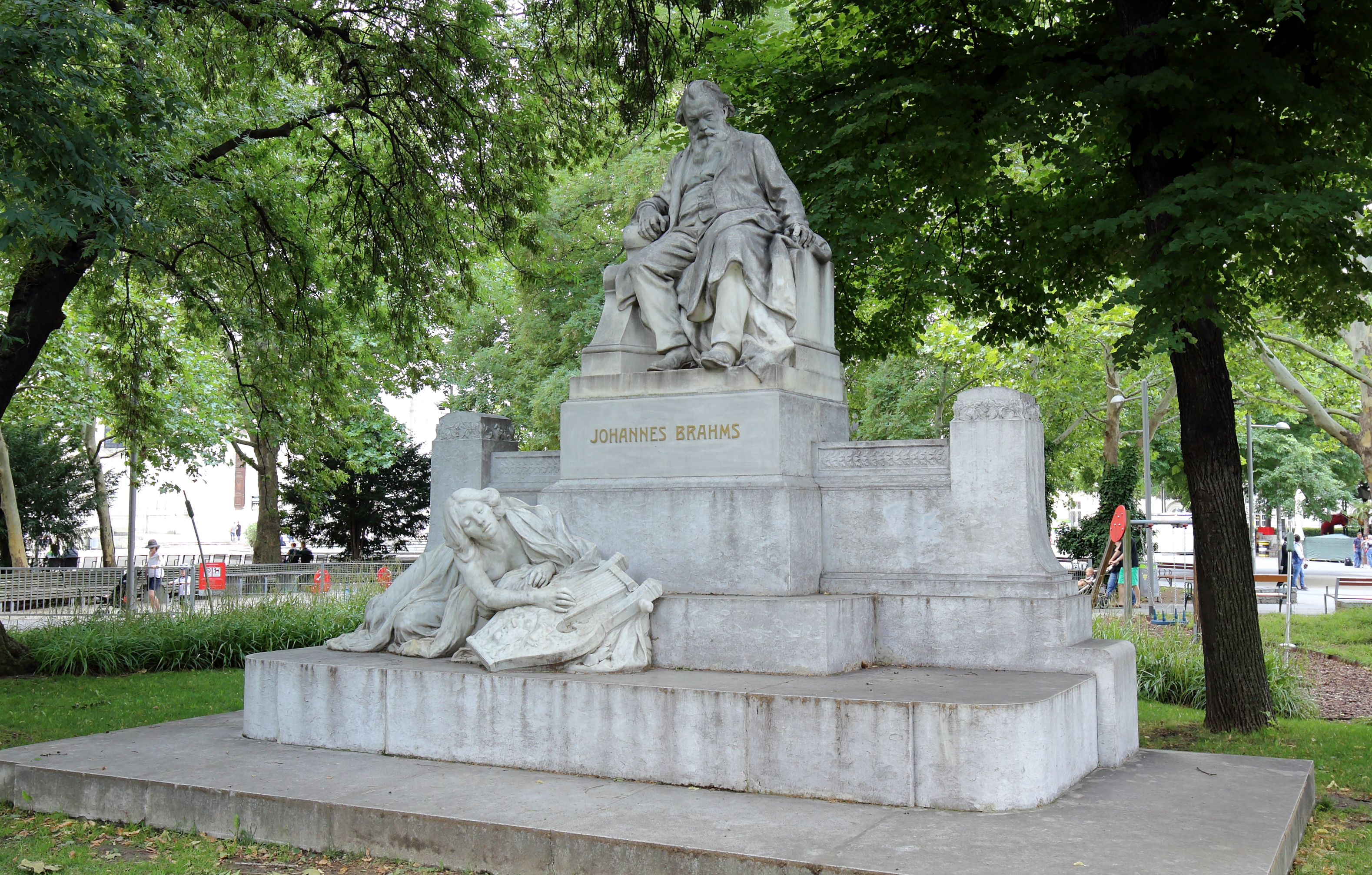
Brahms-Denkmal in Wien

Das Brahms-Denkmal in dem auf dem Wiener Karlsplatz befindlichen Resselpark ist ein Werk des Bildhauers Rudolf Weyr. Es ist dem aus Hamburg stammenden und lange Zeit in Wien tätigen Komponisten Johannes Brahms gewidmet. Es entstand zwischen 1903 und 1908.

## Geschichte
Bei dem von der Stadt Wien ausgeschriebenen Denkmalprojekt-Wettbewerb hatten sich im Jahr 1902 (zumindest) die Bildhauer Max Klinger, Karl Kundmann und Rudolf Weyr mit Entwürfen beteiligt. Nach Prüfung der eingereichten Modelle wurden jene von Klinger und Kundmann ausgeschieden, weil diese hinsichtlich des Preislimits die vorgeschriebenen Bedingungen nicht eingehalten hatten. Die Jury entschied sich einstimmig für die Ausführung des Entwurfs von Rudolf Weyr. Das Denkmal wurde anlässlich des 75. Geburtstags von Johannes Brahms am 7. Mai 1908 auf dem Karlsplatz enthüllt. Nach Beendigung des U-Bahn-Baues (1969 bis 1976) im Bereich Karlsplatz wurden nach den ab 1971 erfolgten Planungen von dem Landschaftsarchitekten Sven-Ingvar Andersson der Resselpark und der Karlsplatz in Teilen neu angelegt. Im Zuge dieser Umgestaltungen wurde unter anderem der Standort des Brahms-Denkmals verändert.

## Beschreibung
Das heute im nordöstlichen Bereich des Wiener Resselparks befindliche Denkmal zeigt eine Sitzfigur des Komponisten Johannes Brahms. Auf dem Denkmalsockel befindet sich eine Skulptur, darstellend Terpsichore als Muse der Chorlyrik, deren Attribut die Lyra ist. Es ist dies eine Anspielung auf die zahlreichen von Johannes Brahms komponierten Chorwerke. Die Figuren bestehen aus hellem Marmor, der breite Stufensockel aus Granit.